# Richard Auhagen
Richard Auhagen (* um 1822 in Otterndorf; † 1900 in Hannover) war ein deutscher Wasserbauingenieur und Baubeamter.

## Leben
Richard Auhagen kam um 1822 als Sohn des Majors Auhagen († vor 1843) zur Welt. Er besuchte das Gymnasium Otterndorf und immatrikulierte sich anschließend am 1. Oktober 1843 in Hannover als Schüler an der Höheren Gewerbeschule. Bis 1845 oder 1846 belegte er die Fächer Elementar-, angewandte und höhere Mathematik, Mineralogie, Handzeichnen, mechanische Technologie und Baukunst.

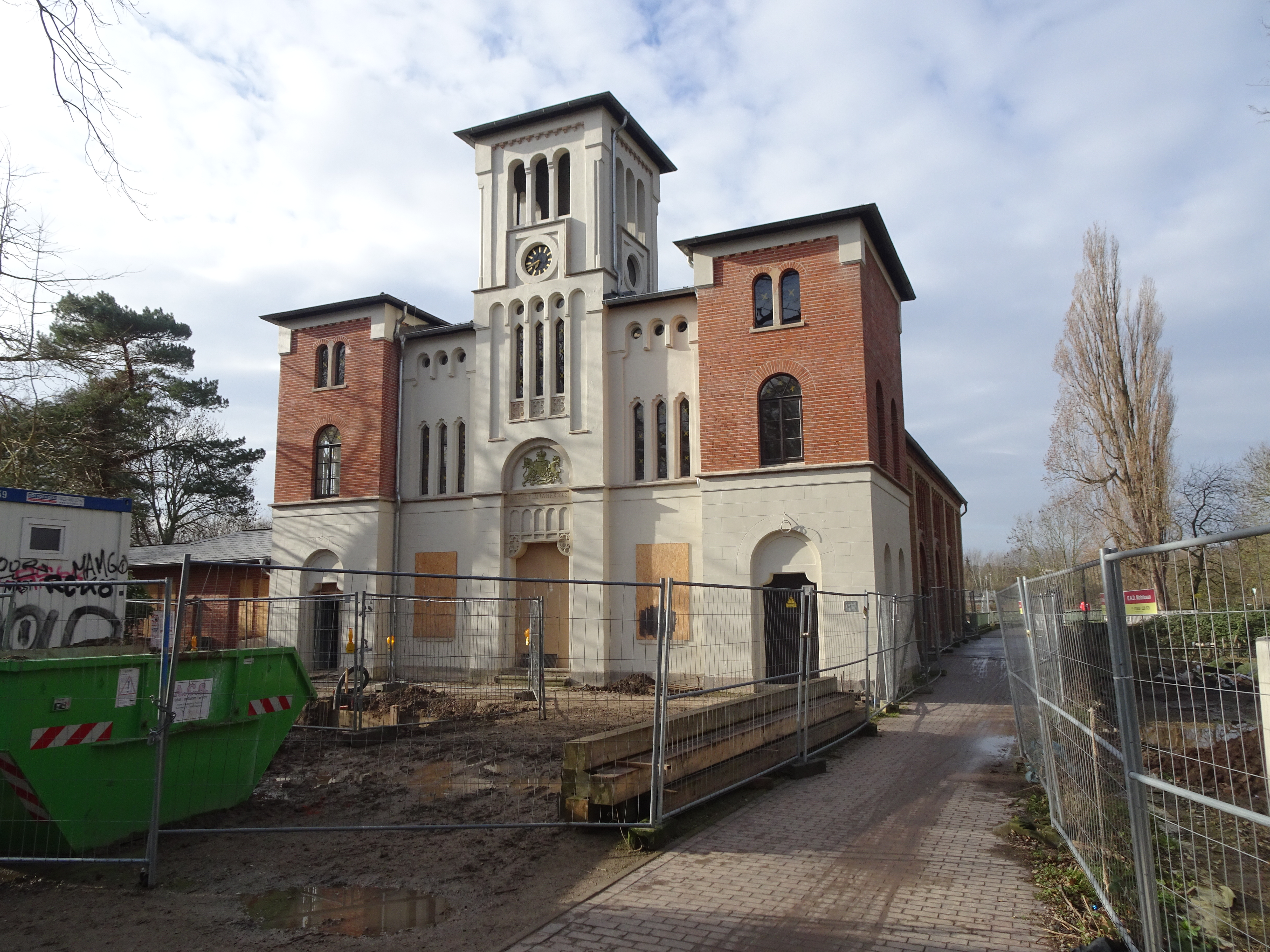
Für das Pumpenhaus der Wasserkunst Herrenhausen installierte Auhagen 1856 gusseiserne Rohre;
Ansicht während der Sanierung der historischen Fassade im März 2020

1856 baute Auhagen die von Gottfried Wilhelm Leibniz initiierte „Englische Wassermaschine“ der Wasserkunst Herrenhausen um, wobei die älteren Bleirohre durch solche aus Gusseisen ersetzt wurden; in der Folge erreichte die Große Fontäne im Großen Garten eine Steighöhe von 44 Metern.
Noch im Jahr 1860 unterstand Richard Auhagen als Hofbauinspektor gemeinsam mit den Hof-Baubeamten Georg Ludwig Friedrich Laves, Georg Heinrich Schuster, Justus Jacob Molthan und Christian Heinrich Tramm dem Oberhofmarschallamt unter Carl Otto Unico Ernst von Marlortie.

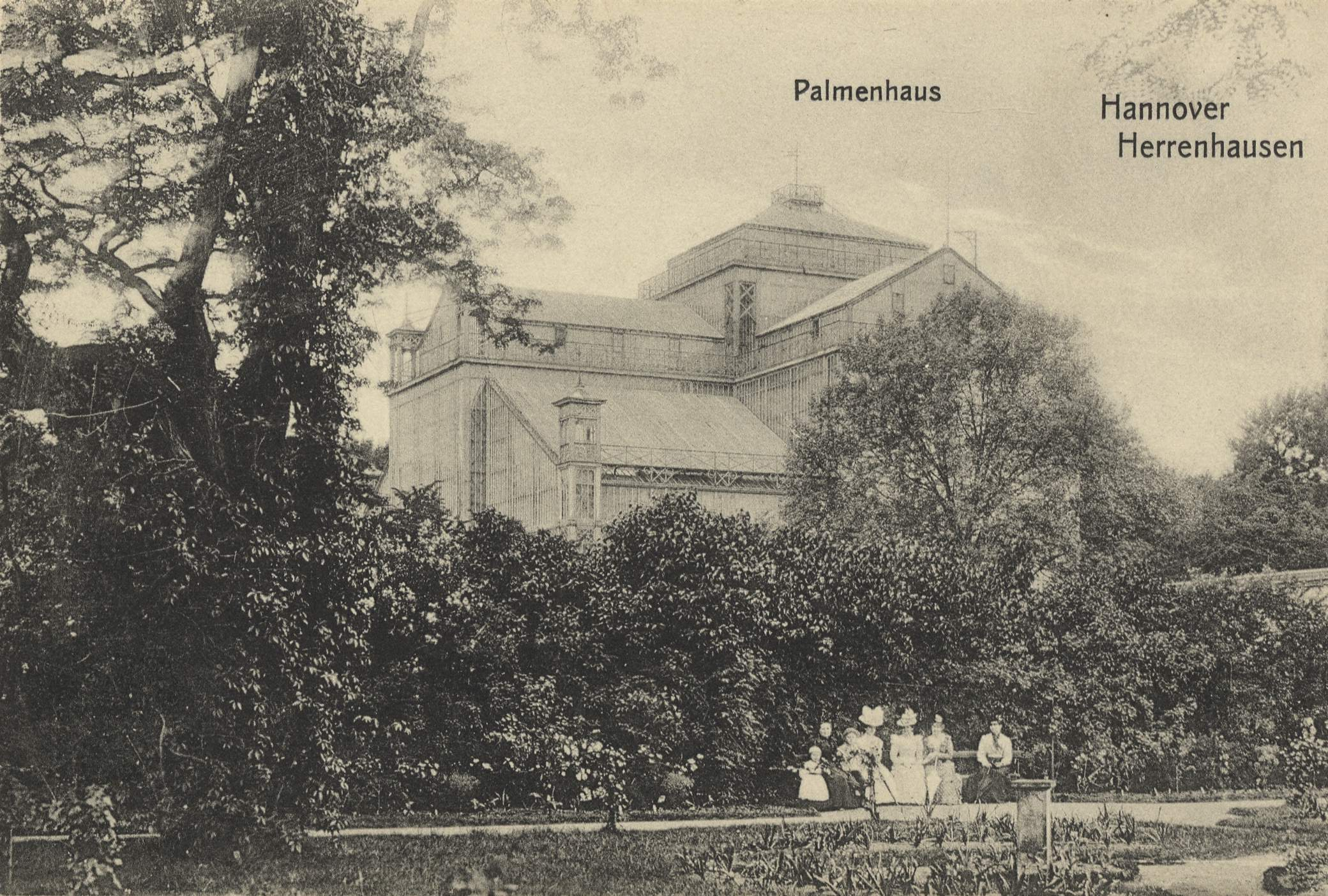
Das 1880 eröffnete Große Palmenhaus im Berggarten von Hannover-Herrenhausen war seinerzeit das größte in Europa;
Ansichtskarte Nummer 46 von Georg Kugelmann, um 1898

In den Jahren von 1879 bis 1880 ersetzte Auhagen das zuvor von Laves in der Tradition älterer fürstlicher Orangerien errichtete Große Palmenhaus im Berggarten durch ein größeres, das seinerzeit das größte Gewächshaus in Europa war. Der baugeschichtlich bedeutende Bestand inklusive der Kulturen ging während der Luftangriffe auf Hannover in den Jahren von 1943 bis 1945 verloren.
Richard Auhagen starb im Alter von 78 Jahren in Hannover und wurde am 3. September 1900 auf dem Herrenhäuser Friedhof beigesetzt.